# Nappy Boy Entertainment
Nappy Boy Entertainment is een Amerikaans platenlabel opgericht door T-Pain. Het label wordt gedistribueerd door RCA Records, en voorheen door Jive Label Group.

## Artiesten
- T-Pain (oprichter)
- Tay Dizm
- Joey Galaxy
- Travie McCoy
- Shawnna
- One Chance
- Skye tunes
- Field Mob
- Shay Mooney